# Madurès

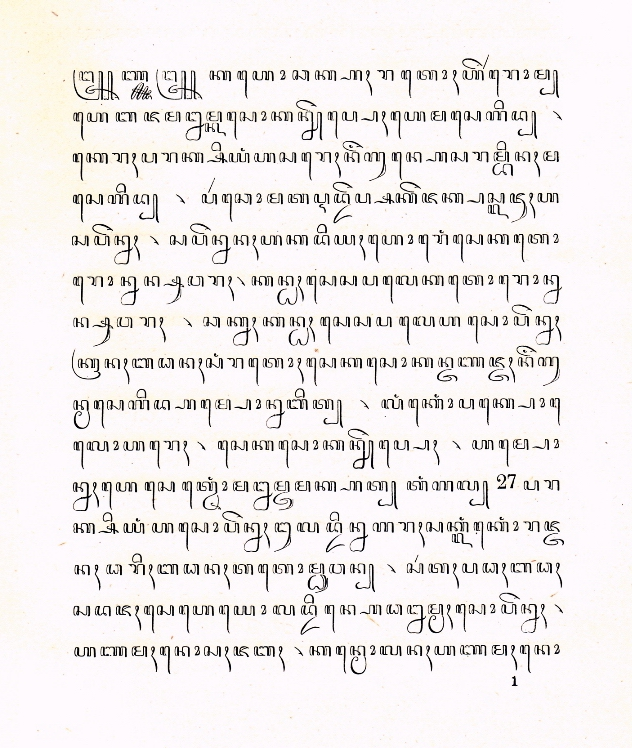
Madurès en alfabet javanès.

El madurès és la llengua dels maduresos, de l'Illa de Madura i de Java oriental, a Indonèsia; també es parla a les petites i veïnes illes Kangean i illes Sapudi, com també la parlen migrants a altres parts d'Indonèsia, concretament, al creixent oriental de Java (que comprèn Pasuruan, Surabaya, Malang fins a Banyuwangi), les illes Masalembu, i fins i tot alguns a Kalimantan. El dialecte kangean pot considerar-se una llengua diferent. Tradicionalment s'escriva en el alfabet javanès, però en l'actualitat s'utilitza l'alfabet llatí i l'alfabet pegon (basat en l'alfabet àrab). El nombre de parlants, malgrat que està disminuint, es calcula entre 8 i 13 milions, cosa que la converteix en una de les llengües més parlades al país. Una variant del madurès, el Bawean, la parlen també els descendents dels baweanesos (o Boyan) a Malàisia i Singapur.
El madurès és una llengua malaiosumbawana de la família de llengües malaiopolinèsies, una branca de la família de llengües austronèsies. Per tant, tot i l'extensió geogràfica aparent, el madurès està més relacionada amb el balinès, el malai, el sasak i el sondanès, que no pas amb el javanès, la llengua més veïnada geogràficament.
Els vincles entre les llengües bali-sasak i el madurès són més evidents amb la parla "informal" (forma comuna). Hi ha algunes paraules comunes entre les llengües maduresa i filipina, així com entre el madurès i el banjar (una llengua malaia).

Llengües majoritàries parlades a les illes de Java, Madura i Bali, inclòs el madurès.

## Fonologia

### Vocals
|               | Anterior | Central | Posterior  | Posterior |
| No arrodonida | Anterior | Central | Arrodonida |           |
| ------------- | -------- | ------- | ---------- | --------- |
| Tancada       | /i/ ꦆ    | /ɨ/ ꦆ   |            | /u/ ꦈ     |
| Mitjana       | /ɛ/ ꦌ    | /ə/ ꦄꦼ   | /ɤ/ ꦄꦼꦴ      | /ɔ/ ꦎ     |
| Oberta        |          | /a/ ꦄ   |            |           |

### Consonants
|            |          | Labial | Dental / Alveolar | Retroflexa | Palatal | Velar  | Glotal |
| ---------- | -------- | ------ | ----------------- | ---------- | ------- | ------ | ------ |
| Nasal      | Nasal    | /m/ ꦩ  | /n̪/ ꦤ             | /ɳ/ ꦟ      | /ɲ/ ꦚ   | /ŋ/ ꦔ  |        |
| Oclusiva   | Sorda    | /p/ ꦥ  | /t̪/ ꦠ             | /ʈ/ ꦛ      | /c/ ꦕ   | /k/ ꦏ  | /ʔ/    |
| Oclusiva   | Sonora   | /b/ ꦧ  | /d̪/ ꦢ             | /ɖ/ ꦣ      | /ɟ/ ꦗ   | /ɡ/ ꦒ  |        |
| Oclusiva   | Aspirada | /pʰ/ ꦧ | /t̪ʰ/ ꦢ            | /ʈʰ/ ꦣ     | /cʰ/ ꦗ  | /kʰ/ ꦒ |        |
| Fricatiu   | Fricatiu |        | /s/ ꦱ             |            |         |        | /h/ ꦲ  |
| Vibrant    | Vibrant  |        | /r/ ꦫ             |            |         |        |        |
| Aproximant | central  |        |                   |            | /j/ ꦪ   | /w/ ꦮ  |        |
| Aproximant | Lateral  |        | /l/ ꦭ             |            |         |        |        |

El madurès té més consonants que les seves llengües veïnes, ja que té consonants sordes no aspirades, sordes aspirades i sonores. Semblantment al javanès, distingeix entre oclusives dentals i alveolars (fins i tot retroflexes).

## Morfologia
Els substantius en madurès no tenen flexió de gènere i formen el plural mitjançant reduplicació. L'ordre habitual de l'oració és subjecte–verb–objecte. La negació s'expressa amb una partícula negativa que s'anteposa al verb, a l'adjectiu o al sintagma nominal. Com en altres llengües similars, hi ha partícules negatives diferents per diferents tipus de negació.

## Paraules corrents
| Madurese | Indonesian  | English |
| -------- | ----------- | ------- |
| lalake   | laki-laki   | home    |
| babine   | perempuan   | dona    |
| iya      | iya         | sí      |
| enja     | tidak       | no      |
| aeng     | air         | aigua   |
| are      | matahari    | sol     |
| matah    | mata        | ull     |
| engko    | aku/saya    | jo / mi |
| be'na    | kamu/engkau | tu / et |

### Numerals
| Madurès | Indonesi | Català |
| ------- | -------- | ------ |
| settong | satu     | un     |
| dhue'   | dua      | dos    |
| tello   | tiga     | tres   |
| empa'   | empat    | quatre |
| lema'   | lima     | cinc   |
| enem    | enam     | sis    |
| petto'  | tujuh    | set    |
| bellu'  | delapan  | vuit   |
| sanga'  | sembilan | nou    |
| sapolo  | sepuluh  | deu    |

## Text d'exemple
Article 1 de la Declaració de drets humans.
Sadajana oreng lahir mardika e sarenge drajat klaban hak-hak se dha-padha. Sadajana eparenge akal sareng nurani ban kodu areng-sareng akanca kadi taretan.
Tots els éssers humans neixen lliures i iguals en dignitat i en drets. Són dotats de raó i de consciència, i han de comportar-se fraternalment els uns amb els altres.